# Tachyphyle acuta
Tachyphyle acuta är en fjärilsart som beskrevs av Butler 1881. Tachyphyle acuta ingår i släktet Tachyphyle och familjen mätare. Inga underarter finns listade i Catalogue of Life.